# بانایورت
بانایورت (به لاتین: Banayurt) یک منطقهٔ مسکونی در روسیه است که در داغستان واقع شده‌است.